# Grand Golliat
Le Grand Golliat ou Grand Golliaz est un sommet des Alpes situé sur la frontière entre la Vallée d'Aoste en Italie et le canton du Valais en Suisse.

## Toponymie
Orthographié de plusieurs façons, entre autres, Grand-Goliath et Grand Golliaz, ce toponyme ne se réfère pas à Goliath, mais au terme valdôtain goille ou bien gouille en français valdôtain, désignant une flaque d'eau, un petit marécage ou un petit lac de montagne.

## Géographie
Du côté italien, le Grand Golliat se situe entre la vallée du Grand-Saint-Bernard et le val Ferret italien ; du côté suisse, à la tête du val Ferret suisse.
Au pied de la montagne, sur le versant valdôtain, se forme le torrent Artanavaz, qui descend la vallée du Grand-Saint-Bernard.